# Emile Shoufani

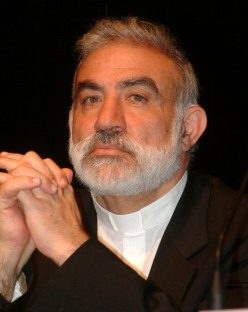
Fr. Emile Shoufani

Archimandriet Abouna Emile Shoufani (Arabisch: المطران الأب أميل شوفاني) (Nazareth, 24 mei 1947 – aldaar, 18 februari 2024), pastoor van Nazareth, was een christelijke Arabier en Israëlisch staatsburger. Hij was katholiek priester van de Melkitische kerk van Galilea in Nazareth, pedagoog, schrijver en activist. Zijn leven en werk vormen een getuigenis van de mogelijkheid tot verzoening na eeuwen van tegenstellingen en geweld. In 2003 werd hem de UNESCO-prijs voor Vredeseducatie toegekend.

## Aanloop en opleiding
Emile Shoufani was de tweede van acht kinderen van een Melkitische vader en een orthodoxe moeder. Enkele maanden na de oprichting van de staat Israël in 1948, werd hij samen met het gezin en haast alle overige dorpelingen uit Eilaboun, net als de inwoners van honderden overige dorpen, uit Israël gedeporteerd. Zijn grootvader en zijn oom werden door het Israëlische leger gedood tijdens het Bloedbad van Eilaboun (Operatie Hiram, eerste Arabisch-Israëlische oorlog). Hij werd opgevoed door zijn grootmoeder, die hem de waarde bijbracht van vergevingsgezindheid en het afwijzen van haat.
Als koorknaap in de kerk van Eilaboun ((ar) عيلبون (he) עיילבון) die na de terugkeer 1949 werd gebouwd, wordt hij spoedig gegrepen door de liturgie en treedt als 13-jarige in het seminarie. Wanneer hij 17 is sturen zijn oversten hem naar Frankrijk waar hij van 1964 tot 1971 wijsbegeerte en godgeleerdheid studeert, eerst aan het seminarie te Morsang-sur-Orge en vanaf 1966 aan het Séminaire Saint-Sulpice te Issy-les-Moulineaux.
Tijdens zijn studie leest hij ook het boek Treblinka van Jean-François Steiner. Het grijpt hem sterk aan en doet hem zich verder verdiepen in de Shoah. Hij bezoekt ook Dachau en keert ervan terug met de ervaring van een geestelijke ommekeer en een volkomen nieuw uitzicht.

## Pastoor van Nazareth
In 1971 wordt hij tot priester gewijd voor de Melkitische Grieks-katholieke Kerk en krijgt een aanstelling in zijn geboortedorp Nazareth. Tijdens zijn eerste preek bij zijn wijding verklaarde hij: "Ik voel in mijn binnenste een leven in Christus dat niet kan worden bedwongen en dit leven wil ik met allen delen... Ik wil ieders priester zijn." Al snel tijdens zijn bediening in verschillende dorpen van Galilea, raakt Abouna Emile gekend als bemiddelaar voor het oplossen van geschillen tussen religieuze gemeenschappen van Christenen, Moslims en Druzen en als sterk bepleiter van waarachtige samenleving, niet enkel in de betekenis van naast elkaar leven, maar om echt een gemeenschappelijk leven te delen.
Abouna Emile geeft er ook les aan zijn vroegere school, het aartseparchaal college Al-Mutran (Sint Jozef) te Nazareth, waarvan de aartseparch hem in 1976 de directie toevertrouwt. De school telt op dat ogenblik zowat 200 leerlingen, biedt een kwakkelend curriculum en gaat sluiting tegemoet. Hij neemt de uitdaging aan en verwezenlijkt een aantal opmerkelijke doelstellingen. Hij trekt een levendige en bekwame staf aan die zijn visie op de school deelt. Het gaat niet enkel om de opleiding, maar om de ontwikkeling van de hele persoon. "De leerling, als persoon, komt het eerst."
Het peil van de school wordt flink opgekrikt tot academisch vooraanstaand. Ze wordt ook omgevormd tot een school voor verschillende godsdiensten, geslachten en culturen: "St. Joseph's is niet een christelijke school die moslims en druzen aanvaardt, maar een school waar christenen, moslims en druzen samenleven." In dit Arabische Grieks-katholieke college, ondertussen voor een duizendtal Arabische leerlingen met gemengde achtergrond - de helft ervan zijn moslims, de andere christenen - ijvert vader Shoufani elke dag om het aanleren van democratische waarden en dialoog aan te moedigen.
In 1989 werd Abouna Emile Shoufani tot archimandriet gewijd. In hetzelfde jaar, nu St. Joseph's academische sterkte en faam gevestigd zijn, besluit Abouna Emile een nieuw doel na te jagen: "Opvoeden voor vrede", een pioniersproject voor dialoog. De school richt uitwisselingsprogramma's en ondertussen ook drie keer per jaar ontmoetingen in met leerlingen van joodse scholen. Het begon met een driejarig intensief uitwisselingsprogramma met "Lyada", een vooraanstaande joodse middelbare school verbonden aan de Hebreeuwse Universiteit van Jeruzalem, "om onze jeugd het gereedschap aan te reiken om zich volkomen in de staat Israël te kunnen inbedden, met behoud van hun identiteit." Er wordt een uitwisselingsprogramma tussen Arabische en Joodse jeugd ingevoerd om de leerlingen te leren "elkander te ontmoeten, vooroordelen uit de weg te ruimen, te leren hun rechten democratisch te bespreken en samen te werken voor vrede."

## IJveraar voor Joods-Arabische toenadering
Levend in het hart van het Israëlisch-Palestijns conflict, begrijpt Emile Shoufani dat de beste weg om stappen te zetten naar verzoening en dialoog erin bestaat de Shoah te onderwijzen. Einde 2002 richt hij de eerste Judeo-Arabische reis in naar Auschwitz-Birkenau in mei 2003. Jean Mouttapa, directeur van de afdeling spiritualiteit bij de uitgeverij Éditions Albin Michel en verwoed ijveraar voor interreligieuze dialoog, draagt kostbare hulp aan door het Franse luik van de 'pelgrimsreis' in te richten. Shoufani sticht ook de vereniging « Mémoire pour la paix ». Dit initiatief wordt ondersteund door talloze intellectuelen in Israël en verzamelt meer dan 500 deelnemers. Het levert hem hetzelfde jaar de UNESCO-prijs voor Vredeseducatie op.
"Wie voor me staat is een persoon met eigenschappen om te ontdekken; niet een identiteitskaart om te brandmerken."

## Project «Mémoire pour la paix»
"Ik roep mijn Arabische broeders op zich bij mij aan te sluiten en samen een sterk gebaar te maken, ongedwongen en volstrekt vermetel. Op deze plek, die de gruwel van de genocide belichaamt, in Auschwitz-Birkenau, stellen we een daad van broederlijkheid tegenover de miljoenen slachtoffers. Dit herdenken betekent een radicale verwerping van zulk een onmenselijkheid. Het toont onze mogelijkheid de wonden van anderen te begrijpen."
"Ik roep mijn joodse broeders op te begrijpen dat voor de grote meerderheid van de Arabische en de Islamitische wereld, het conflict dat ons verscheurt niet van religieuze aard is en nog minder met ras te maken heeft. De Arabieren zijn niet de opvolgers van zij die destijds de Joden als Joden wilden doen verdwijnen. Net als zij erfgenamen van het geloof van Abraham, zijn ze net als zij dragers van lichtende waarden."
"Deze tocht naar de donkerste diepten van het geheugen van de mensheid kan op geen enkele wijze het lijden van andere volkeren relativeren, op andere plekken en in andere tijden. Hij zal integendeel elk van ons wijzen op onze verantwoordelijkheden in het heden, en op onze roeping als mensen op weg naar een samen leven"
Shoufani overleed op 18 februari 2024 op 76-jarige leeftijd.

## Prijzen en eredoctoraten

### Prijzen
- Mount Zion Award[17] voor verstandhouding en verzoening[18] 2001[19] – toegekend door de Benedictijnenabdij Hagia Maria Sion (Dormitio-abdij) op de Berg Sion te Jeruzalem[20] en de Mount Zion Foundation[21].
- Grand Prix International Condorcet-Aron 2003[22][23] – toegekend door het CReP (Centre de Recherche et de'études Politiques[24][25] - Gembloux, België)
- UNESCO-prijs voor Vredeseducatie 2003[2] - toegekend door UNESCO[3]
- Prix Spiritualités d'Aujourd'hui 2003[26][27] - toegekend door het CML (Centre Méditerranéen de Litterature)[28]

### Eredoctoraten
Archimandriet Emile Shoufani ontving eredoctoraten vanwege:
- 2004 Université Catholique de Louvain (UCL) (Faculté des sciences économiques, sociales et politiques), Ottignies-Louvain-la-Neuve[29][30][31][32]
- 2004 Hebreeuwse Universiteit van Jeruzalem (HUJI)[33], Jeruzalem[34]